# Château de l'Hermitage (Condé-sur-l'Escaut)
Pour les articles homonymes, voir Château de l'Hermitage.
Le château de l'Hermitage est situé sur la commune française de Condé-sur-l'Escaut, dans la forêt de Bonsecours, coupée par la frontière entre la France et la Belgique.

## Histoire
Après consultation de plusieurs architectes (Ange-Jacques Gabriel, Pierre Contant d'Ivry) par le maréchal-duc Emmanuel de Croÿ (1718-1784), il a été construit entre 1786 et 1789 par l'architecte Jean-Baptiste Chaussard pour le fils de celui-ci, le prince Anne Emmanuel de Croÿ (1743-1803). 
Il succède à un autre édifice, dont il subsiste les beaux communs élevés dans les années 1750 et 1770, et où fut signé, en 1757, par Emmanuel de Croÿ-Solre, l'acte de création de la Compagnie des Mines d'Anzin. Il est inachevé lors de la Révolution,
Depuis sa création, en 1748, jusqu'en 1966, il a appartenu, avec quelques éclipses (Révolution, séquestre de quelques années consécutif à la Première Guerre mondiale), à la famille de Croÿ.
En 1878 la princesse Isabelle de Croÿ y épouse l'archiduc Frédéric d'Autriche.
De plan carré, et élevé sur un plan centré, le château présente une architecture très sobre, aux proportions majestueuses. À l'intérieur, on remarque en particulier, au centre, la salle de bal ou de concert, en forme de rotonde, salle à l'italienne entourée d'une galerie soutenue par seize colonnes corinthiennes et surmontée d'une coupole aplatie. Cette pièce est l'axe à partir duquel rayonnent les pièces du château et les huit avenues percées en étoile dans la forêt de Bonsecours.  
Les somptueux parquets mosaïqués et de marqueterie sont l'un des attraits de l'édifice, dans le grand salon de compagnie, la salle à manger, dotée en outre de beaux dessus de porte en bas-reliefs représentant les arts libéraux, dus au sculpteur Cadet de Beaupré. 
Le parc a conservé, dans ses grandes lignes, son tracé régulier du milieu du XVIIIe siècle, dans lequel s'insèrent des parties dessinées à l'anglaise dès la fin du XVIIIe siècle. 
Jardin et parc ont retenu l'attention du prince de Ligne ("Coup d'oeil sur Beloeil et sur une grande partie des jardins de l'Europe", 1781, 1795) et de Georges Louis Le Rouge ("Jardins anglo-chinois"  et "Détails de nouveaux jardins à la mode", 1776).
Le château, ses communs et leurs abords, restaurés entre 1966 et 1980 après cinquante ans d'abandon, ont été revendus en 2001 et ont bénéficié depuis d'une importante remise en état. L'Hermitage est une propriété privée ouverte à la visite du public

### Protection
Le château, ses communs et les deux pavillons d'entrée sont classés Monument historique depuis un arrêté du 9 décembre 1924. Le parc, son mur d'enceinte et ses huit grilles d'entrée sont classés Monument historique depuis un arrêté du 10 novembre 1928.